# 王翔 (北魏)
王翔（？—？），字元凤，自称是太原郡晋阳县（今山西省太原市）人，北魏官员。

## 生平
王翔年少时因为聪敏敏捷本分善良，被皇帝诏令充任宫中内侍。自从太和初年，王翔与李冲等人奏告决断政务，一直到太和十六年（492年），王翔获得的赏赐前后累计千万。当时朝廷政务大多是文明太后决定，文明太后喜欢仔细考察，而王翔恭谨慎密，深受文明太后了解和信任。北魏迁都洛阳后，王翔兼任给事黄门侍郎。太和十八年十一月甲申（494年12月26日），魏孝文帝元宏经过比干墓，亲自为比干撰写吊文，王翔也作为82名随祭官之一跟随参与了这次巡视，当时的题名为“兼给事黄门侍郎、员外散骑侍郎、□[典]属国下大夫、臣太原郡王翔”，在所有82名随祭官中排在第48位。之后王翔出任尚书左丞，袭爵上党侯，升任辅国将军、太府少卿，又外任济州刺史，死后朝廷赠予大将军、肆州刺史。

## 家族

### 父亲
- 王谌，北魏安东将军、光禄大夫、上党侯

### 子女
- 王超，北魏并州治中、上党侯
- 王穆，东魏上党郡太守
- 王绰，东魏骠骑大将军、并州刺史、猗氏县开国侯
- 王爽，司徒中兵参军
- 王氏，嫁北魏给事中辛少雍